# Kloster Schönau (Strüth)

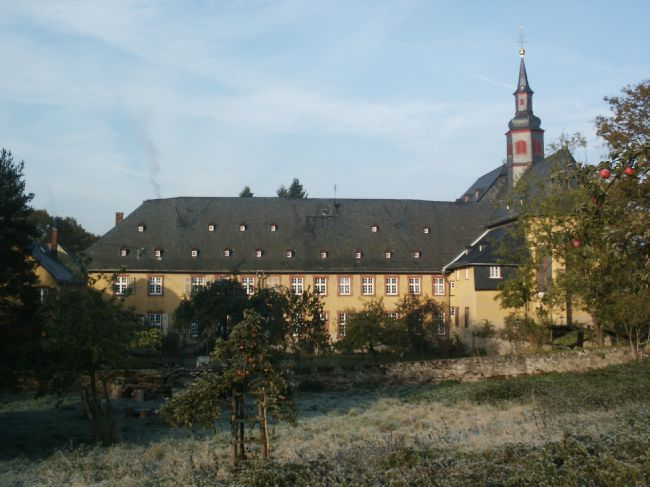
Kloster Schönau im Taunus

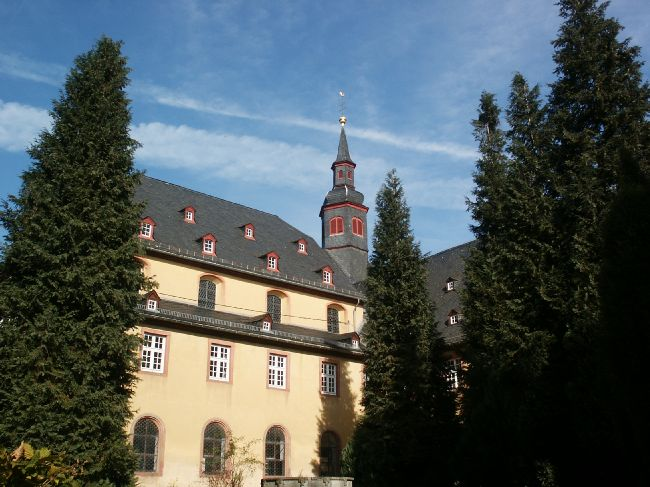
Klosterkirche Sankt Florin, Kloster Schönau im Taunus

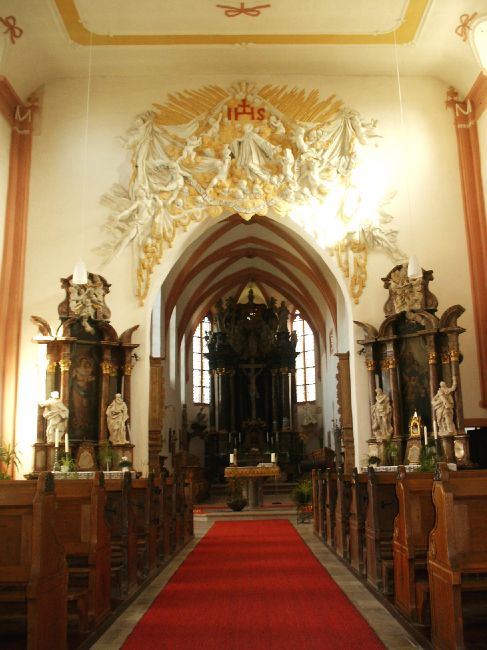
Klosterkirche Sankt Florin, Kloster Schönau im Taunus

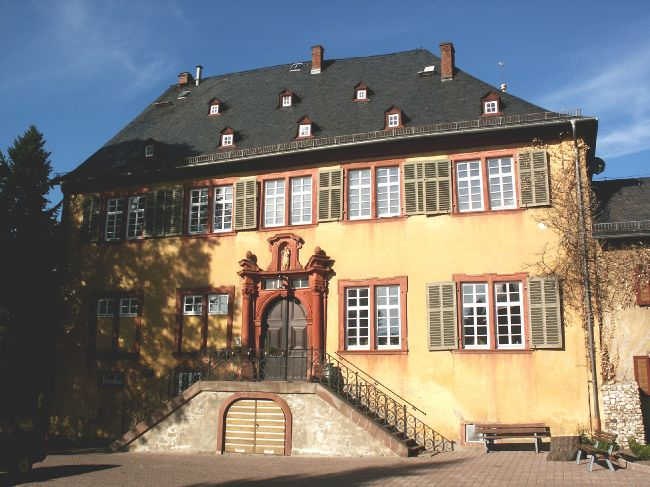
Pfarrhaus, Kloster Schönau im Taunus

Das Kloster Schönau ist eine Klosteranlage im Bistum Limburg am Rande der Gemeinde Strüth im Rhein-Lahn-Kreis. Die Klosterkirche ist dem Heiligen Florinus geweiht.

## Geschichte
Im Jahre 1117 schenkte der eigentliche Stammvater des Hauses Nassau, Graf Dudo von Laurenburg, sein Gut in Lipporn dem Kloster Allerheiligen in Schaffhausen in der Schweiz zur Gründung einer Propstei. Aus dieser ging 1126 die Benediktinerabtei Schönau hervor, die von Graf Ruprecht I. von Laurenburg gestiftet wurde, der Vogt von Lipporn und ein Sohn Dudos und der Anastasia von Arnstein war.
In den Jahren 1126 bis 1145 wurde die romanische Gründungsanlage, vermutlich mit einer dreischiffigen Basilika errichtet.
Zur selben Zeit wurde neben dem Mönchskloster ein Nonnenkonvent gegründet. Von 1141 bis zu ihrem Tod 1164 wirkte dort die heilige Elisabeth von Schönau. Ihr Bruder Eckbert von Schönau († 1184) trat 1155 oder 1156 in den Männerkonvent ein.
Im Jahr 1340 war das Kloster Schönau wirtschaftlich so stark, dass es der Stadt Frankfurt am Main eine Unterstützung durch Bewaffnete und Wagen zusagen konnte.
Der heute noch erhaltene gotische Chor sowie eine Elisabethenkapelle wurden in den
Jahren 1420 bis 1430 an der Nordseite des Kirchenschiffes gebaut. Die Elisabethenkapelle wurde allerdings nach dem großen Brand im Jahre 1723 nicht wieder neu errichtet.
Johannes von Schwelm († 1510) wurde 1493 Abt des Klosters, er ließ die Gebeine Elisabeths von Schönau aus ihrer alten Begräbnisstätte neben dem Altar der heiligen Jungfrauen im Chor der Klosterkirche in eine Seitenkapelle übertragen; 1631 wurde bei Plünderung durch die Schweden auch das Grab Elisabeths zerstört.
Während der Reformation wurden die umliegenden Gemeinden Strüth, Welterod und Lipporn in den Jahren 1541 bis 1544 evangelisch – das Kloster Schönau blieb jedoch katholisch.
Im Jahre 1606 wurde das Nonnenkloster aufgelöst, nachdem dort nur noch wenige Schwestern in ziemlich gelöster Ordensregel in Schönau lebten.
Während des Dreißigjährigen Krieges überfielen in den Jahren 1631 bis 1635 schwedische und hessische Soldaten das Kloster Schönau. Die Schweden vertrieben die Mönche, plünderten das Kloster, erbrachen das Grab der Heiligen Elisabeth und zerstreuten ihre Gebeine. Nur die Schädeldecke wurde gerettet. Sie wird heute in einem Reliquiar auf dem rechten Seitenaltar der Kirche aufbewahrt.
Ein Großbrand vernichtete im Jahr 1723 Kirche und Kloster; nur der gotische Chor blieb sichtbar erhalten. Der Wiederaufbau der folgenden Jahre in den Formen des Barock gab dem Kloster seine bis heute erhaltene Gestalt.

## Jüngere Geschichte
Im Zuge der Säkularisation wurde in den Jahren 1802 bis 1803 der Männerkonvent aufgelöst und das Kloster ging in nassauischen Besitz über. Die Gebäude wurden teilweise an Privatleute verkauft. Die zuvor mit dem Kloster Schönau verbundene Pfarrei wurde Teil des Generalvikariates Limburg, aus dem 1827 das Bistum Limburg hervorging.
1904 bezogen Dernbacher Schwestern das Kloster, von 1947 bis 1975 wohnten dort zusätzlich vertriebene Prämonstratenser aus dem Stift Tepl. Die letzten Dernbacher Schwestern verließen das Kloster 1986, seitdem wird die Anlage von der örtlichen katholischen Pfarrgemeinde Sankt Florin verwendet. Als öffentliche Pfarrbücherei wurde 1994 die Schönauer Bücherecke eröffnet. Das ehemalige Wirtschaftsgebäude wurde drei Jahre später als „Eine-Welt-Haus Kloster Schönau“ zu einer Lern- und Begegnungsstätte für Gruppen. Ebenfalls in den Räumen des Eine-Welt-Hauses wurden 2001 eine Computer-Fortbildungseinrichtung und ein Internetcafé eingerichtet.

## Glocken
Die Klosterkirche besaß früher 3 Glocken die heute verloren sind. Die älteste wurde 1724, ein Jahr nach dem verheerenden Brand des Klosters, von  Heinrich Roth in Mainz gegossen. Diese wurde in den 1940er Jahren für Kriegszwecke beschlagnahmt, kehrte zwar 1949 zurück, wurde dann aber 1953 von den Firma Feldmann & Marschel umgegossen.
Die beiden anderen Glocken waren von 1811 und 1866, über deren Verbleib ist nichts bekannt. 1921 wurde von Rincker eine Glocke gegossen die den II. Wk. überdauerte. Das spricht dafür, dass zumindest eine der beiden Glocken bereits im I. Wk. geopfert werden musste. Die älteste Glocke in dem heutigen Geläut ist von 1523, eine historische, sogenannte, Patenglocke. Diese Glocke stammt aus Nieder Herzogswaldau das im heutigen Polen liegt. Nach dem Krieg wurde sie auf dem  Hamburger Glockenfriedhof gefunden und ans Kloster Schönau verliehen, da die britische Militärverwaltung die Rückgaben in die deutschen Ostgebiete verboten hatte.
Geläutedisposition: h′-4 – cis′′-5 – dis′′-6
| Nr. | Name           | Gussmetall    | Masse (kg) | Ø (mm) | Schlagton (16tel) | Abklingdauer (Sec.) | Klangverlauf | Gussjahr | Glockengießer       | Inschrift |
| 1   | ?              | Glockenbronze | ca. 230    | 731    | h1-4              | 43                  | stoßend      | 1523     | unbezeichnet        | Tatzenkreuz * anno + domini * M+CCCC XX III Tatzenkreuz |
| 2   | Florin         | Glockenbronze | ca. 200    | 699    | cis2-5            | 84                  | ruhig        | 1953     | Feldmann & Marschel | S. FLORINE PATRONE ECCLEIAE SCHOENAVIENSIS O(ra).P(ro).N(obis). (St. Florin, Schutzpatron der Kirche von Schönau bitte für uns.) darunter Florinus-Wappen, Rückseite: Kreuzigungsgruppe darunter: UMGEGOSSEN VON FELFMANN U: MARSCHEL MÜNSTER WESTF. 1953. |
| 3   | Friedensglocke | Glockenbronze | ca. 130    | 625    | dis2-6            | 51                  | schwebend    | 1921     | Rincker             | FRIEDE Rückseite: A 1921 D Nr. 2555 F.W. Rincker G:M:B:H: IN SINN GOSS MICH. |